# Filialkirche Maria Schnee (Kötschach-Mauthen)

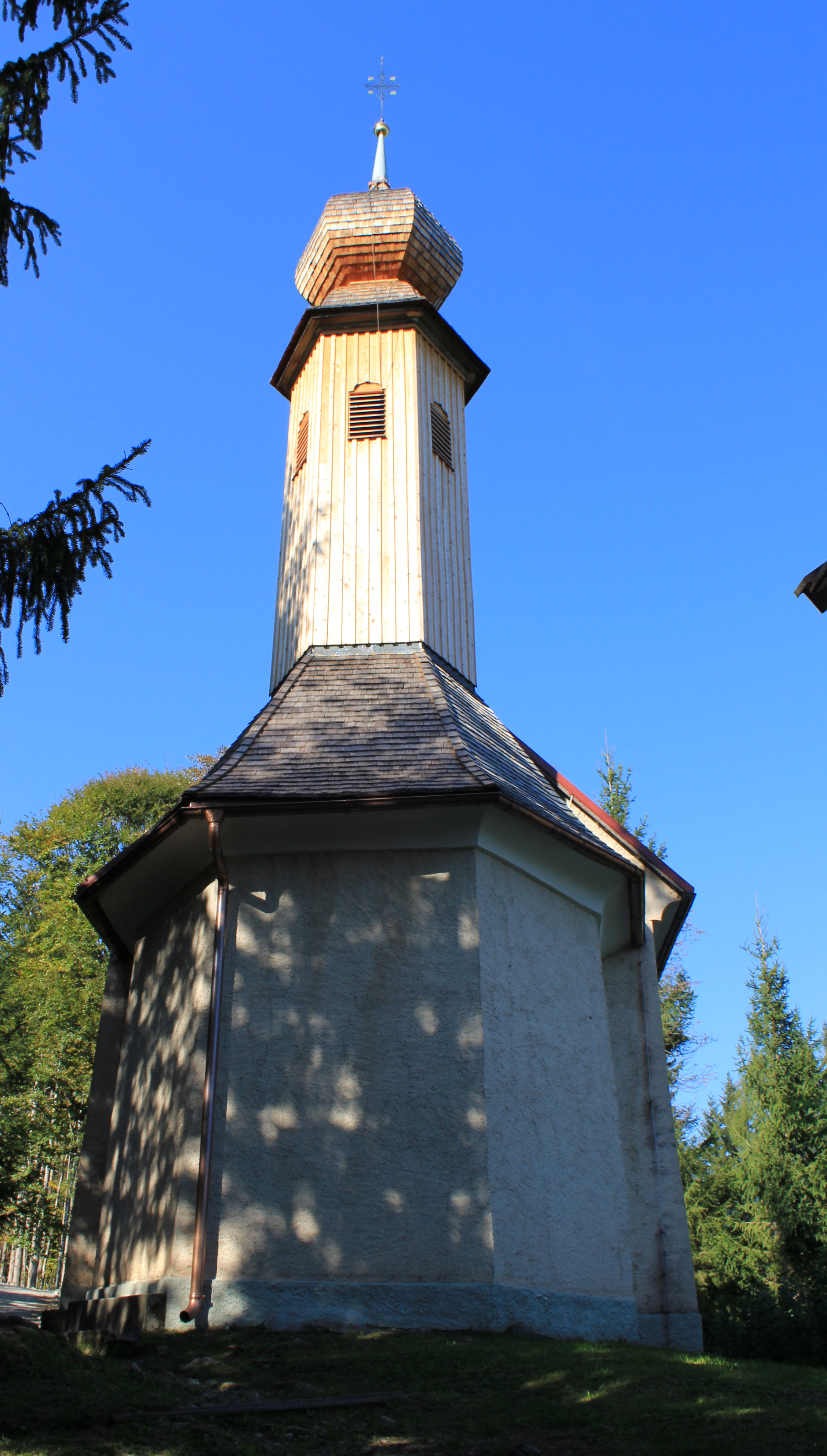
Wallfahrtskirche Maria Schnee in der Gemeinde Kötschach-Mauthen

Die römisch-katholische Filial- und Wallfahrtskirche Maria Schnee steht oberhalb Mauthen, nahe der zweiten Kehre der Plöckenpass Straße in der Gemeinde Kötschach-Mauthen in Kärnten. Die Kirche ist eine Filiale der Pfarre Mauthen. Es führt ein Fußweg mit fünf Kreuzwegstationen durch den Wald. Das Kirchengebäude steht unter Denkmalschutz (Listeneintrag).
Die Kirche wurde 1710–1712 errichtet und 1843 vergrößert. Sie besteht aus einem vierachsigen Langhaus, einem eingezogenen Chor mit Fünfachtelschluss und einem hohen, hölzernen Dachreiter mit Zwiebelhelm. Christoph Brandstätter der Jüngere malte 1844 Szenen aus dem Marienleben an die Flachdecke des Langhauses.
Auf dem Hochaltar von 1715 mit Opfergangsportalen stehen eine um 1780 entstandene Kopie des Mariengnadenbildes Salus populi Romani in der Kirche Santa Maria Maggiore und die Statuen der Heiligen Franz von Assisi und Antonius von Padua.
Die barocken Altarblätter der um 1700 entstandenen Seitenaltäre zeigen den Tod Josefs sowie die heilige Anna selbdritt.
Weiters besitzt die Kirche zahlreiche Votivbilder aus der Zeit von 1767 bis 1863.